# Cabezón de Cameros
Cabezón de Cameros es un municipio español de La Rioja situado en las sierras occidentales de la cordillera Ibérica, en la cuenca del río Leza, en la comarca del Camero Viejo. Se ubica junto a la carretera LR-250, a 43 km de Logroño, a una altitud de 916 m s. n. m. Tiene algunos árboles singulares de gran tamaño (Castaño de Indias, Tilo,...) y algunas casas de interés. Frontón, plaza, juegos infantiles y paseos.

## Historia
Su origen se remonta a fechas de la Reconquista con las repoblaciones. Formó parte del Señorío de Tejada creado en el siglo IX. Hasta el siglo XVII formó parte, jurisdiccionalmente, de San Román de Cameros de quien se independizó el 2 de febrero de 1653 cuando el Rey Felipe IV firmó su carta de villazgo y le dotó con su propio término municipal. Floreció económicamente con la Mesta y la gestión ganadera; sus gentes se dedicaron también al comercio con contactos por toda la península y otros países (Inglaterra). A mediados del siglo XX sufrió un éxodo importante, hacia la capital de la provincia fundamentalmente.

## Gentilicio
El gentilicio es "peluchos" y hace referencia a tiempo de La Mesta, cuando se trabajaba la lana en el municipio y se soltaba mucha pelusa en el entorno del pueblo.

## Geografía humana

### Demografía
Cuenta con una población de 22 habitantes (INE 2024).

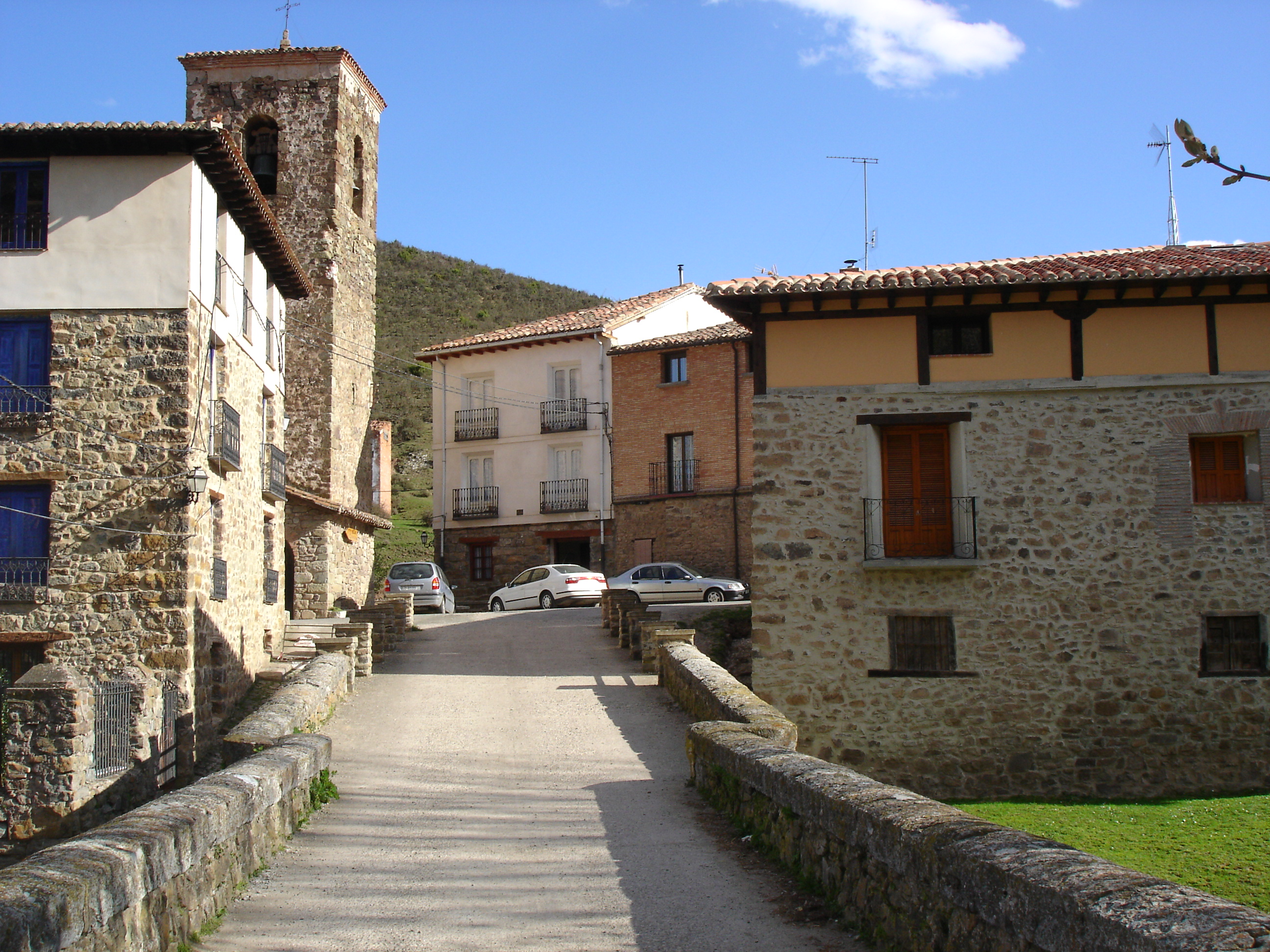
Vista desde el Puente de Cabezón de Cameros.

| Gráfica de evolución demográfica de Cabezón de Cameros entre 1842 y 2021                                              |
| |
| Población de derecho según los censos de población del INE. Población de hecho según los censos de población del INE. |

## Icnitas
Durante el periodo Cretácico inferior formó parte de una llanura encharcada que se desecaba periódicamente, dejando atrás zonas fangosas en las que las huellas de dinosaurio quedaban marcadas a su paso. Con el tiempo éstas se secaban y cubrían con nuevos sedimentos cuyo peso prensaba las capas inferiores, haciéndolas solidificar en rocas con el paso de millones de años. La erosión ha ido desgastando las capas superiores haciendo visibles muchas de estas formaciones rocosas, permitiendo observar las icnitas.
En el municipio se encuentran los yacimientos de "Valdemayor", "El Robledo", "Los Chopos", otro en el barranco "Valdaedo" y dos en el camino de las neveras. El primero y más importante, se sitúa en el paraje de Valdemayor, a 930 m al oeste de Cabezón de Cameros y su acceso se realiza remontando durante unos 20 minutos un camino pedregoso, bien señalizado, a lo largo de un barranco. En él se observan una serie de rastros de huellas de iguanodon, dinosaurio herbívoro que caminaba a dos patas  (ornitópodos), con la peculiaridad de que algunas huellas pertenecen a sus extremidades anteriores. Esto podría deberse a que el barro estaba blando (algunas huellas tienen 11 cm de profundidad) y el animal tuvo que apoyar sus manos para no caerse. El yacimiento fue descubierto en 1985 y descrito en 1992 por Joaquín Moratalla y sus colaboradores, sirviendo para demostrar que estos dinosaurios eran cuadrúpedos y no bípedos como se creía hasta entonces. Fue declarado Bien de Interés Cultural en la categoría de Sitio Histórico el 23 de junio de 2000.
El yacimiento de Robledo,a 10 minutos del pueblo, fue producido por dinoturbación de saurópodos. El de Los Chopos, junto al río, se encuentra bien conservado. Tiene icnitas de ornitópodos con huellas de tres dedos redondeados con almohadilla y talón redondeado e icnitas tridáctilas de terópodos.

## Administración
| Periodo   | Nombre                         | Partido |
| --------- | ------------------------------ | ------- |
| 1979-1983 | Hipólito Moreno Marín          | UCD     |
| 1983-1987 | J. Moreno Marín                | AP      |
| 1987-1991 | Benito González Tierno         | AP      |
| 1991-1995 | Begoña Tejada Gil              | PR      |
| 1995-1999 | Miguel Herreros Miguel         | PP      |
| 1999-2003 | David Tejada Gutiérrez         | PR      |
| 2003-2007 | Valentín Gerardo Aragón Blanco | PP      |
| 2007-2011 | Valentín Gerardo Aragón Blanco | PP      |
| 2011-2015 | Rodrigo Alba Martínez          | PR      |
| 2015-2019 | Rodrigo Alba Martínez          | PR+     |
| 2019-2023 | Rodrigo Alba Martínez          | PR+     |

## Lugares de interés
- Iglesia de la Asunción, siglo XVI.[6] Destaca el suelo formado por tumbas numeradas de madera de roble, el altar mayor con cuadros de bella factura sobre la Anunciación, la Presentación en el templo, el Prendimiento y la Adoración, así como diversas esculturas religiosas: Escena de la Asunción, Cristo Crucificado, diversas Vírgenes, Sta Marina, San Roque, ...

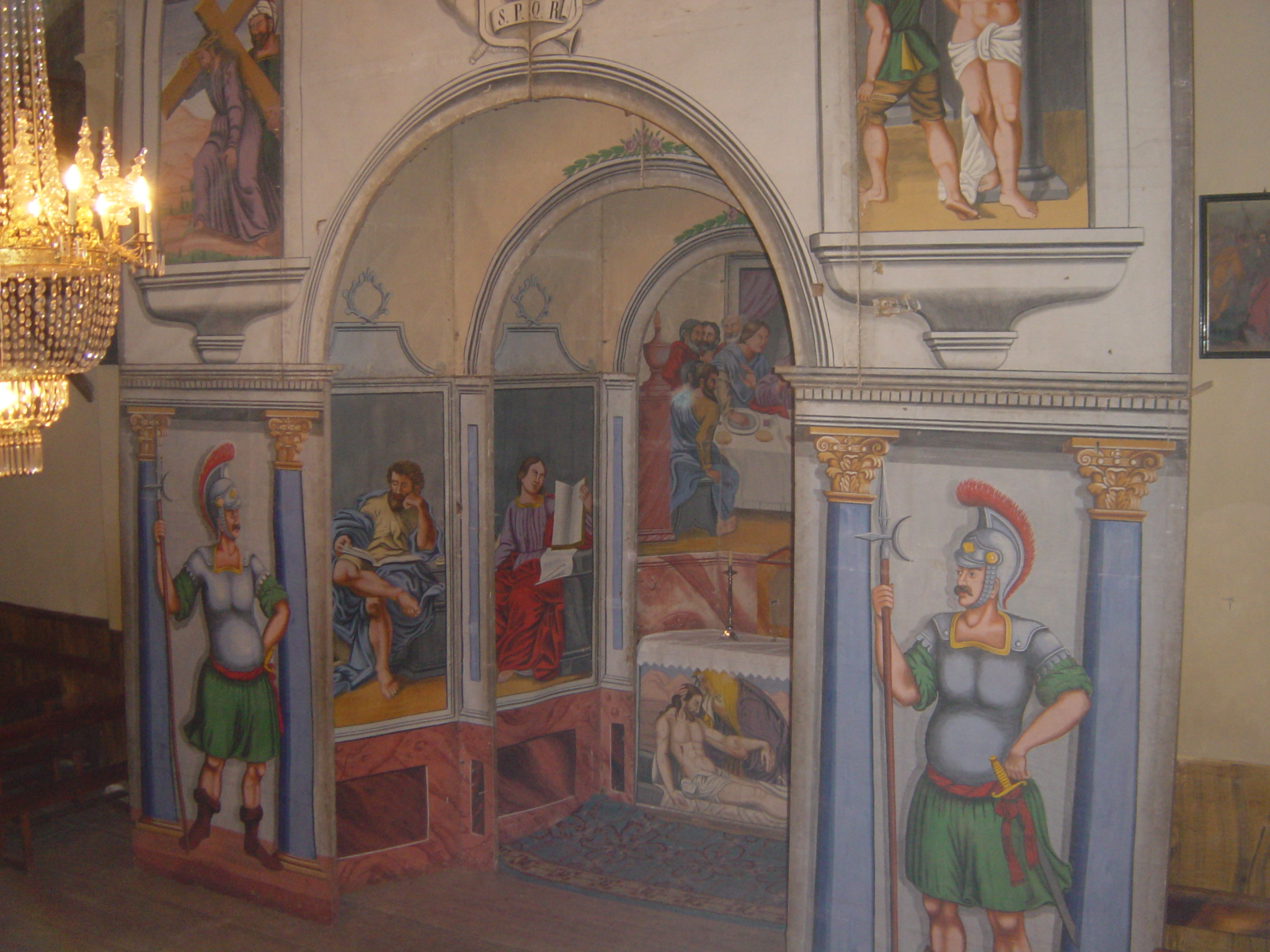
Retablo móvil "El Monumento" de Cabezón de Cameros.

- Retablo móvil: "El Monumento", datado desde 1839[6] es el mejor conservado de los tres que quedan en nuestra provincia (La sarga en Villoslada, San Román y Cabezón) y que recuerdan una antigua tradición de retablos portátiles sobre la Pasión, que se colocaban en Jueves Santo para retirarse con el Domingo de Resurrección. Esta costumbre estuvo vigente hasta 1952 y se ha recuperado con el esfuerzo colectivo de todo el pueblo. El Monumento lo forman unos 40 lienzos de grandes dimensiones que se ensamblan para crear un retablo tridimensional de cinco metros de ancho por ocho de alto y cuatro de fondo.

- Ermita de Jesús, María y José. Construida en el siglo XIX[6]

- Casas de indianos[6]

- Riqueza natural en la Dehesa de Cabezón con abundantes robles y pastos de montaña. Rutas de montañismo y valor medioambiental. Un sendero a destacar es el que pasa por el Yacimiento de Valdemayor y que tras el Collado del Cabedín desciende por un frondoso robledal hasta la casa del Antiguo e Ilustre Solar de Tejada (1 hora y 30 minutos), la más antigua institución nobiliaria de señorío, creada en el 844 por el Rey Ramiro I, cuyos privilegios y escudo han sido confirmados por todos los jefes de Estado desde los Reyes Católicos hasta Juan Carlos I.

## Tejido social de Cabezón de Cameros
- Asociación Cultural El Sazre, que edita la publicación El Torco con noticias del pueblo y artículos sobre su historia y otros aspectos de interés. Su principal objetivo es mejorar el pueblo y para ello trabaja en la creación de un parque público, El Arquillo, con el trabajo y el dinero de toda la gente del pueblo. También pretende recuperar las danzas y tradiciones etnográficas, así como ofrecer alternativas culturales.

- Asociación Juvenil Piedra Mujer que colabora en las fiestas y organiza actividades para los niños, sobre todo en verano. Quiere crear una Ludoteca en los locales de asociaciones del Ayuntamiento.

- Asociación de Tercera Edad. Peña Sta. Marina.

## Alojamientos
Albergue Juvenil "Señorío de Cameros" dependiente del Instituto Riojano de la Juventud del Gobierno de La Rioja, forma parte de la red de minialbergues con 20 plazas.
Casa Rural con Encanto Valdemayor, ocho habitaciones con baño y una decoración personalizada en cada una de ellas.

## Fiestas
La patrona del pueblo es Sta. Marina, que se celebra el 18 de julio y el fin de semana más cercano. Destaca la tradición de nombrar un Alcalde Mozo que dirigirá a todos los jóvenes para hacer la Enramada, colocación de ramas vegetales en el balcón de las muchachas casaderas del pueblo, para al día siguiente realizar el Cobro de Ramos encabezando una comitiva festiva con todo el pueblo casa por casa.
También se celebra San Martín el 11 de noviembre, generalmente con una cena de hermandad en el Centro Social (Bar)

## Personalidades
- Martín Fernández de Tejada (Cabezón de Cameros, 1635-¿?, 1693), empresario en el Madrid de Carlos II.[7]